# Río Kennebec

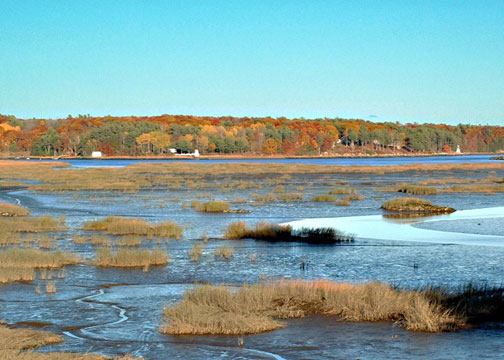
El río al sur de Bath

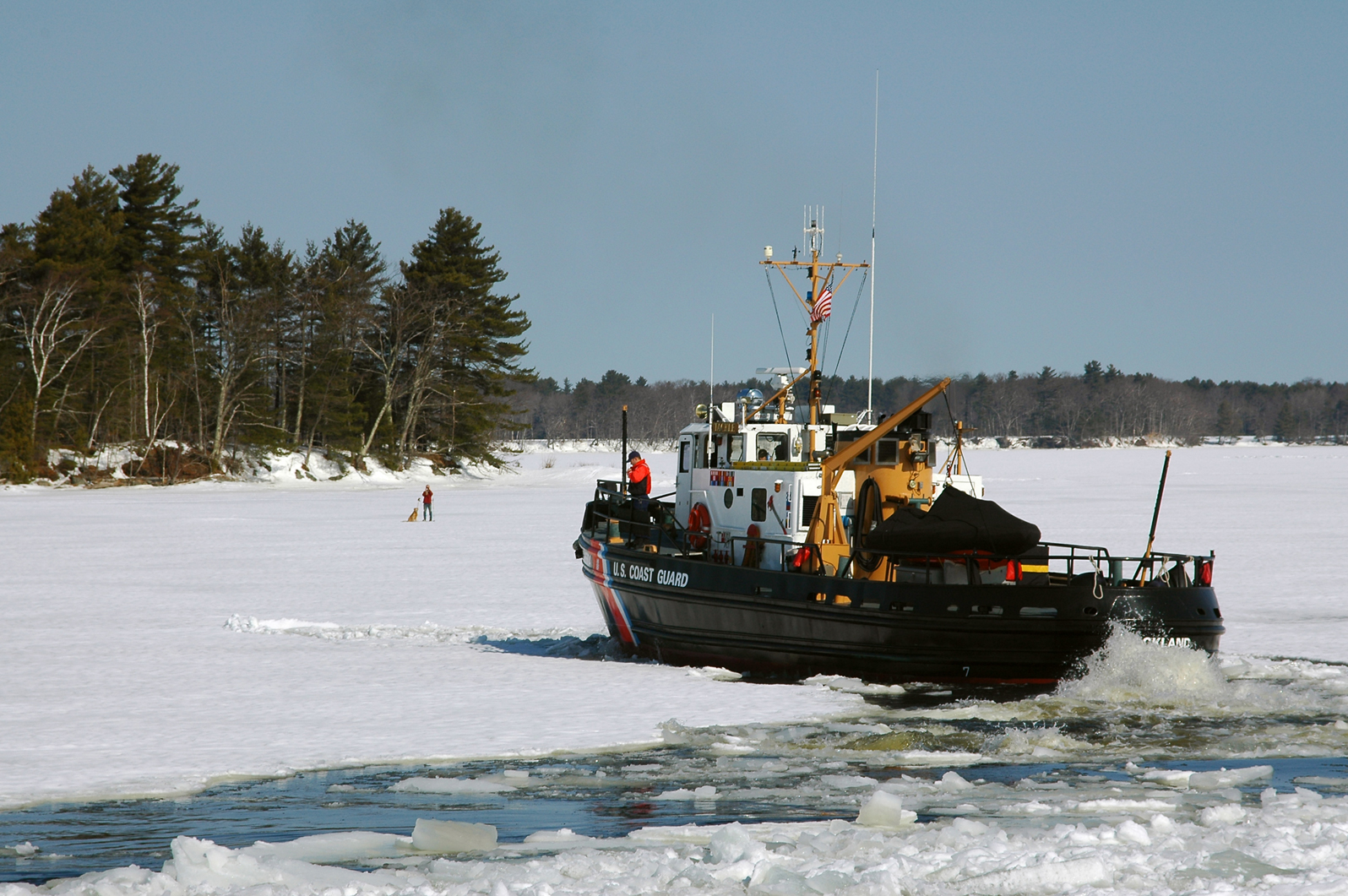
El rompehielos de la Guardia Costera rompiendo el hielo en el Kennebec cerca de Bath (marzo de 2005)

El río Kennebec (del inglés: Kennebec River) es un río costero de 270 km de largo de la vertiente atlántica de los Estados Unidos que discurre totalmente por el estado de Maine. Nace en el lago Moosehead, en el centro-oeste de Maine, de dos salidas, East y West, que se unen en Indian Pond. El río corre entonces en dirección sur y en The Forks se el une el Dead, también llamado West Branch (de 69 km). Sigue hacia el sur, pasando por las ciudades de Madison, Skowhegan, Waterville y la capital del estado, Augusta. En Richmond desemboca en la bahía de Merrymeeting, una bahía mareal de agua dulce de 26 km, en la que desagua el río Androscoggin (284 km) y también cinco ríos más pequeños. El Kennebec pasa luego por el centro de construcción naval de Bath, y acaba en el golfo de Maine, en el océano Atlántico. Las mareas oceánicas afectan a la altura del río hasta el norte de Augusta. Los principales tributarios del Kennebec, además del ya mencionado Androscoggin, son los ríos Carrabassett, Sandy y Sebasticook.
El nombre «Kennebec» proviene de la lengua Abenaki del Este, del término /kínipekʷ/, que significan «gran cuerpo de agua tranquila, gran bahía» (large body of still water, large bay).

## Historia

### Guerra del Padre Ralé
En 1710, Nueva Inglaterra conquistó la Acadia, quedando la Nueva Escocia continental bajo su control, pero Nueva Francia siguió reclamando los territorios de los actuales Nuevo Brunswick y Maine al este del río Kennebec. Para asegurar su reclamación, Nueva Francia estableció misiones católicas en los tres principales pueblos indígenas de la región: una en el río Kennebec (Norridgewock); una más al norte, en el río Penobscot (Penobscot) y una en la St. John River (Medoctec). La disputa llevó a la Guerra del Padre Ralé (1722-25), que terminó con la derrota del Padre Ralé en Norridgewock y con la retirada de la población nativa desde los ríos Kennebec y Penobscot, y el dominio de Nueva Inglaterra sobre Maine.

### Construcción naval
En 1608 fue botado en el río el Virginia of Sagadahoc, el primer buque trasatlántico construido en el Nuevo Mundo por carpinteros de ribera de habla inglesa. Desde entonces se botaron en el Kennebec cientos de barcos de madera y acero, en particular en Bath, la llamada «Ciudad de los barcos» (City of Ships), incluyendo el Wyoming, una de las goletas de madera más grandes jamás construida. El único resto de astilleros son los Bath Iron Works, uno de los pocos que todavía construye buques de guerra para la Marina de los Estados Unidos. El USCGC Kennebec fue nombrado en reconocimiento a este río.

### Industria del hielo
En 1814, Frederic Tudor comenzó a establecer mercados para el hielo en la Indias Occidentales y en el Sur de Estados Unidos. En 1826, Rufus Page construyó el primer gran nevero artificial cerca de Gardiner para abastecer Tudor. El hielo fue cosechado por agricultores y otros que estaban inactivos debido al clima invernal. El hielo se cortaba a mano, llevado flotando a una casa de hielo en la orilla, y era almacenado hasta la primavera. Entonces, embalado en serrín, era cargado a bordo de barcos y enviado al sur.

### Inundación de 1987
El 1 de abril de 1987 la fusión de la nieve y una lluvia en las montañas de 100 a 150 provocó una crecida del río de más de 1,8 m y forzó al río a inundar sus riberas. El 2 de abril había llegado a 10,4 m por encima de los 4,0 m de su nivel normal de inundación, es decir, había crecido 6,4 m. En el pico de la inundación el caudal desbordado se estimó en 5.500 m³/s. Causó daños valorados en unos $100 millones de dólares (171 millones de dólares de 2008), inundando 2.100 hogares, destruyendo 215, y dañando otros 240. Signos de esa inundación aún se pueden encontrar alrededor de los pueblos y ciudades que bordean el río.

### Guerra Revolucionaria
De septiembre a noviembre de 1775, Benedict Arnold invadió el norte hasta Canadá. Utilizó este río para transportar 1.110 soldados estadounidenses heridos a Quebec, Canadá.

### Guerra de 1812
Durante la guerra de 1812, cerca del río Kennebec se libró la batalla de Hampden, en Maine.

## Recursos naturales
Antes de la era industrial el río tenía muchos peces anádromos en particular, salmón del Atlántico. La explotación de la energía hidroeléctrica en la región redujeron las carreras de peces. La eliminación de las presas del río ha sido un tema local polémico en los últimos años. La eliminación de la presa Edwards, en 1999 ha dado lugar a una mayor actividad anádromas en el río.

## Estadísticas
El río drena un área total de 15.200 km² y tiene una descarga promedio de 22.310.000 m³ por día en la bahía de Merrymeeting, con un caudal de 258,0 m³/s). El gobierno de los Estados Unidos mantiene tres medidores de caudal en el río Kennebec: uno en Indian Pond (45°30′40″N 69°48′39″O / 45.51114, -69.81080), con una cuenca de 4.100 km² y un flujo que varía de 4,6 a 930 m³/s; un segundo en Bingham (45°3′6″N 69°53′12″O / 45.05167, -69.88667), con 7.030 km² y un flujo de 3,1 a 1.850 m³/s; el tercero en North Sidney (44°28′21″N 69°41′09″O / 44.47250, -69.68583), con 13.990 km²2 y un caudal de 33 a 6.600 m³/s. Hay dos indicadores adicionales del nivel del río (no hay datos de caudal) en Augusta (44°19′06″N 69°46′17″O / 44.31833, -69.77139) y Gardiner (44°13′50″N 69°46′16″O / 44.23056, -69.77111) y ambos se ven afectados por las mareas oceánicas.
Antes de que el río fuera represado era navegable hasta Augusta. El fundador de la Colby College navegó su sloop, Hero, hasta Augusta y en una lancha hasta Waterville donde fundó el college.